# Saison 4 de The Bear
 (mars 2025).
Si vous disposez d'ouvrages ou d'articles de référence ou si vous connaissez des sites web de qualité traitant du thème abordé ici, merci de compléter l'article en donnant les références utiles à sa vérifiabilité et en les liant à la section « Notes et références ».
Chronologie
Saison 3 Saison 5
Cet article présente le guide de la quatrième saison de la série télévisée américaine The Bear.

## Distribution

### Acteurs principaux
- Jeremy Allen White (VF : Maxime Baudouin) : Carmen « Carmy » Berzatto
- Ebon Moss-Bachrach (VF : Anatole de Bodinat) : Richard « Richie » Jerimovich
- Ayo Edebiri (VF : Justine Berger) : Sydney Adamu
- Lionel Boyce (VF : Baptiste Marc) : Marcus
- Liza Colón-Zayas (VF : Jacky Tavernier) : Tina
- Abby Elliott (VF : Ingrid Donnadieu) : Nathalie « Sugar » Berzatto
- Matty Matheson (VF : Christophe Lemoine) : Neil Fak

### Acteurs récurrents
- Jamie Lee Curtis (VF : Véronique Augereau) : Donna Berzatto
- Molly Gordon (VF : Victoria Grosbois) : Claire
- Gillian Jacobs (VF : Alexandra Garijo) : Tiffany Jerimovich
- Will Poulter (VF : Bertrand Nadler) : Chef Luca
- Rob Reiner : Albert Schnur
- Corey Hendrix (VF : Jhos Lican) : Gary « Sweeps » Woods[1]
- Oliver Platt (VF : Gérard Darier) : Jimmy « Cicero » Kalinowski
- Sarah Ramos : Jessica[2]
- Andrew Lopez : Garrett[2]
- Rene Gube : Rene[2]
- Ricky Staffieri (VF : Xavier Fagnon) : Theodore Fak
- Christopher Zucchero : "Chi-Chi"
- Paulie James : Chuckie
- Chris Witaske : Pete Katinsky
- Robert Townsend (VF : Frantz Confiac) : Emmanuel Adamu
- Carmen Christopher : Chester

### Invités
- Jon Bernthal (VF : Fabrice Lelyon) : Michael « Mikey » Berzatto
- Brian Koppelman : Nicholas "La Machine" Marshall
- Mitra Jouhari : Kelly
- Alpana Singh : elle-même
- Danielle Deadwyler : Chantel
- Arion King : TJ (VF : Kelly Bellacci)
- Kate Berlant : Georgie
- David Zayas : David[1]
- Josh Hartnett (VF : Damien Boisseau) : Frank
- Brie Larson : Francie Fak
- John Mulaney : Stevie
- Sarah Paulson : Michelle Berzatto
- Bob Odenkirk : "Uncle" Lee Lane
- Annabelle Toomey : Eva Jerimovich

## Résumé de la saison
La critique du restaurant The Bear par le Chicago Tribune ébranle l'équipe, et particulièrement Carmy, qui se remet profondément en question.

## Épisodes
Les dix épisodes de cette saison sont :
1. Les marmottes
2. La soubise
3. La Saint-Jacques
4. Les parasites
5. Les réplicants
6. Sophie
7. Les ours
8. Le vert
9. Le vitello tonnato
10. Au revoir

### Épisode 1:Les marmottes
- États-Unis : 25 juin 2025 sur Hulu
- Mondial : 25 juin 2025  sur Disney+ Star (VOSTFR)

Un flashback montre Carmy expliquer son idée de restaurant à Mikey, alors qu'il venait de perdre un garage de motos, et c'est le frère aîné qui a pensé au nom "the Bear".

### Épisode 2:La soubise
- États-Unis : 25 juin 2025 sur Hulu
- Mondial : 25 juin 2025  sur Disney+ Star (VOSTFR)

### Épisode 3:La Saint-Jacques
- États-Unis : 25 juin 2025 sur Hulu
- Mondial : 25 juin 2025  sur Disney+ Star (VOSTFR)

### Épisode 4:Les parasites
- États-Unis : 25 juin 2025 sur Hulu
- Mondial : 25 juin 2025  sur Disney+ Star (VOSTFR)

### Épisode 5:Les réplicants
- États-Unis : 25 juin 2025 sur Hulu
- Mondial : 25 juin 2025  sur Disney+ Star (VOSTFR)

### Épisode 6:Sophie
- États-Unis : 25 juin 2025 sur Hulu
- Mondial : 25 juin 2025  sur Disney+ Star (VOSTFR)

### Épisode 7:Les ours
- États-Unis : 25 juin 2025 sur Hulu
- Mondial : 25 juin 2025  sur Disney+ Star (VOSTFR)

### Épisode 8:Le vert
- États-Unis : 25 juin 2025 sur Hulu
- Mondial : 25 juin 2025  sur Disney+ Star (VOSTFR)

### Épisode 9:Le vitello tonnato
- États-Unis : 25 juin 2025 sur Hulu
- Mondial : 25 juin 2025  sur Disney+ Star (VOSTFR)

### Épisode 10:Au revoir
- États-Unis : 25 juin 2025 sur Hulu
- Mondial : 25 juin 2025  sur Disney+ Star (VOSTFR)